# Punt d'Àries

Equinocci vernal o primer punt d'Àries

En astronomia el punt d'Àries o punt vernal és un dels dos punts de l'esfera celeste on l'equador celeste talla el pla de l'eclíptica. Dit d'una altra manera, el punt d'Àries i el seu oposat (el punt Balança) es troba sobre la recta d'intersecció entre els pla de l'equador celeste i el pla de l'eclíptica, d'aquest dos punts, es defineix com punt d'Àries, el punt de l'eclíptica en què el Sol passa de l'hemisferi sud celeste a l'hemisferi nord, fet que ocorre a l'equinocci de primavera (cap al 21 de març), iniciant-se la primavera a l'hemisferi nord i la tardor en l'hemisferi sud.
Resumint, el pla de l'equador celeste i el pla de la eclíptica (pla format per l'òrbita de la Terra al voltant del sol o el moviment aparent del sol al llarg d'un any) es tallen en una recta, que té en un extrem el punt d'Àries i en l'extrem diametralment oposat el punt de Balança.

## Descripció
En el sistema de coordenades equatorials, el punt d'Àries és l'origen de l'escala d'ascensió recta que, per tant, té valor 0 en aquest punt. La declinació també és zero a causa de la seva posició a l'equador celeste. Per raó de la precessió dels equinoccis aquest punt retrocedeix al llarg de l'eclíptica, 50,290966” a l'any. Quan va ser calculat, fa més de 2000 anys, la posició del Sol estava en la constel·lació d'Àries, encara que en 2016 està en Peixos. Segons interpretacions d'alguns astrònoms el punt Àries no es trobaria tampoc en la Constel·lació dels Peixos sinó en la seua veïna Aquari.
En el fons es tracta del punt equinoccial vernal i està situat cap a Peixos a una distància angular de 8 graus de la frontera amb la constel·lació d'Aquari, per la qual cosa el seu nom actualitzat és punt Peixos, nom astronòmic. El punt equinoccial va estar al final de la constel·lació d'Àries fa 20 segles i 50 anys, de fet tal nom és tradicional i obsolet. Fins i tot també la data astrològica actual que cau en l'equinocci vernal és el dia 28 del mes/casa de Peixos (20 de Març del calendari civil/eclesiàstic), últim dia del mes/casa de Peixos, amb el que l'endemà al equinocci és 1 d'Àries (21 de Març) encara que el punt equinoccial està cap a la constel·lació de Peixos.